# Junius-manuscript
Het Junius-manuscript, ook bekend als het Caedmon manuscript of MS Junius 11, is een verzameling Oudengelse geschriften, in 1651 door aartsbisschop James Ussher van Armagh aan de Nederlandse filoloog Franciscus Junius geschonken. Zij worden thans bewaard in de Bodleian Library van de Universiteit van Oxford.
De werken stammen uit ca. 1000 of wellicht eerder. De verzameling omvat vier religieuze gedichten met de titels Genesis, Exodus, Daniel en Christ and Satan. Deze titels zijn echter moderne naamgevingen en niet als zodanig in de manuscripten terug te vinden.
De benaming 'Caedmon manuscript' berust op een theorie dat de werken van de hand van Caedmon zouden zijn. Onderzoek heeft uitgewezen dat dat niet juist is, al wordt deze benaming nog veel gebruikt. De benaming MS Junius 11 is de signatuur van het handschrift in de Bodleian Library. 
'Junius manuscript' of ook wel 'Codex Junius' verwijst naar Franciscus Junius, die de inhoud voor het eerst publiceerde in 1655.
Het werk is gedeeltelijk geïllustreerd. Open plekken in de tekst wijzen erop dat meer illustraties zouden worden toegevoegd. Op dat punt is het werk echter onvolledig gebleven.

## Genesis
Dit gedicht, dat bijna 3000 regels omvat, vertelt het Bijbelverhaal van de schepping tot het verhaal van Isaak (Genesis 22). De regels 235 tot 851 bevatten een tussenvoegsel dat een deel van het verhaal navertelt in een andere, somberder, toonzetting. Dit laatste deel wordt gewoonlijk Genesis B genoemd, terwijl de rest van het gedicht bekendstaat als Genesis A.

## Exodus
Dit onafgewerkt gedicht van 590 regels volgt het Bijbelverhaal van Exodus niet op de voet, maar beschrijft met name de Uittocht uit Egypte, het oversteken van de Schelfzee en de vernietiging van de achtervolgende Egyptenaren.

## Daniel
Dit onafgewerkt gedicht van 764 regels bestaat uit een inleiding en delen uit het boek Daniël, met name de verbranding in de vuuroven.

## Christ and Satan
Dit is een gedicht van 729 regels in drie delen dat ingaat op de val van Satan, Christus' 'nederdaling ter helle' en de verzoeking in de woestijn. Dit manuscript bevat ook tekeningen.